# Albrecht Christian Rotth

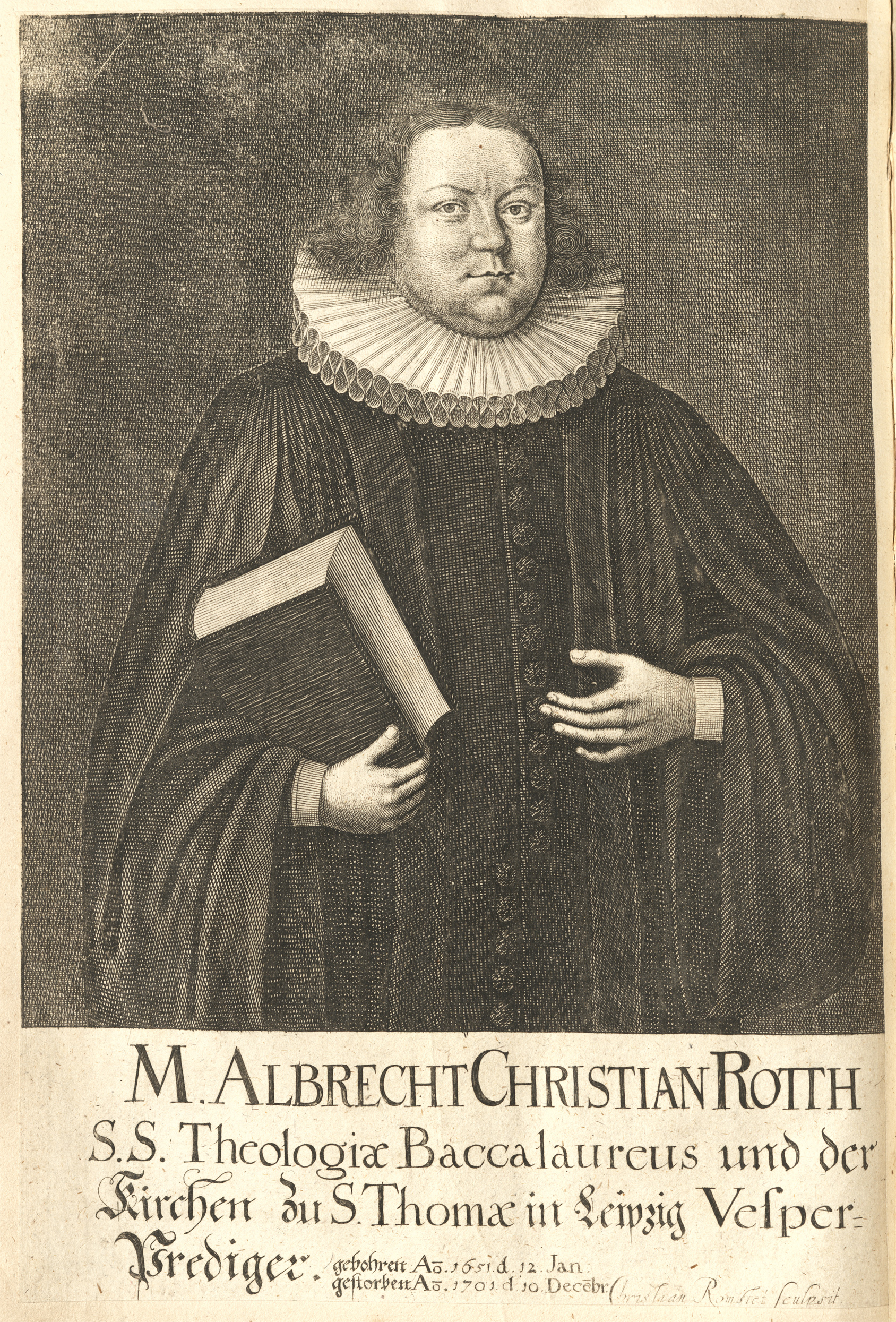
Albrecht Christian Rotth

Albrecht Christian Rotth (* 12. Januar 1651 in Ottenhausen bei Weißensee; † 10. Dezember 1701 in Leipzig) war ein deutscher Theologe.

## Leben
Albrecht Christian Rotth wurde als Sohn des schwedischen Kornetts Johann Rotth geboren. Er besuchte zunächst Schulen in Greußen und dann in Sondershausen. Dort machte er Bekanntschaft mit den Grafen zu Schwarzburg-Sondershausen. Anschließend ging er für sieben Jahre an das Gymnasium in Halle. Danach studierte er Theologie in Jena. Den damals mittellosen Rotth unterstützten als Mentor und Mäzen der Orientalist Johann Frischmuth, der Theologe Johann Wilhelm Baier oder der Pädagoge Martin Lipenius. 1675 erwarb er den akademischen Grad eines Magisters der Philosophie.
Nach dem Abschluss des Studiums war er ab 1677 Lehrer am Gymnasium in Halle, wurde 1683 Konrektor. Im Jahre 1689 wurde Rotth Oberdiakon am Kloster St. Ulrich in Halle, 1692 Mittagsprediger am Kloster St. Thomas zu Leipzig, ab 1699 dort Vesperprediger.
Seine Schriften befassten sich nicht nur mit der Theologie als bekannter Gegner des Pietismus und somit von Christian Thomasius sowie August Hermann Francke, sondern auch mit der Poesie. Als sein Hauptwerk gilt die Vollständige Deutsche Poesie, die umfänglichste deutschsprachige Poetik des 17. Jahrhunderts. Johann Christoph Gottsched bezeichnete sie als die einzige noch lesbare Poetik dieses Jahrhunderts.

## Werke (Auswahl)
- Vorbereitung Zur Deutschen Poesie (= Vollständige Deutsche Poesie 1). Lanckisch, Leipzig und Halle 1687 (online, abgerufen am 28. November 2023).
- Kunstmäßige und deutliche Anleitung zu allerhand Materialien, welche sowohl sonst in der Rede-Kunst, als insonderheit in der Poesie nützlich, 1688.
- Kürtzliche doch deutliche und richtige Einleitung zu den eigentlich so benahmten poetischen Gedichten, 1688.
- Vollständige Deutsche Poesie / in drey Theylen / Deren der I. Eine Vorbereitung / In welcher die ganze Prosodia enthalten / und was sonst in dergleichen Sachen pflegt geschrieben zu werden? II. Eine fernerer Anleitung zu den insgemein üblichen Gedichten [...]. III. Eine richtige Einleitung zu den vor andern so beniemten Poetischen Gedichten. [enth. die Schriften von 1687–1688], Lanckisch, Leipzig 1688.
- Excusatio publica, qua indicat, quare pro missis suis de Mensibus Thomasii ulterius opponendis, stare non possit, 1689.
- Idea Pietismi, oder Ebenbild der Pietisterey, 1690.
- Doppelte Vertheidigung desselben, 1690.
- Unmaßgebliche Bedencken von denen Pietisten, 1691.
- Vale Halense, 1693.
- Der überführte Paßqvillante J. C. K. Welcher unlängst verlogener weise unter dem Titel Eines armen und einfältigen Bürgers mit einem Sendschreiben aufgezogen kommen / nun aber als ein boßhafftiger Paßqvillante iederman vor Augen dargestellet worden. Lanckisch, Leipzig 1693 (online, abgerufen am 28. November 2023).
- Nöthiger Unterricht Von Prophetischen Weissagungen / Welcher Nach Gottes Wort eingerichtet / Bey itziger Zeit nicht undienlich zu lesen seyn wird. Lancksch, Leipzig 1694 (online, abgerufen am 30. November 2023).